# Acalypha longispicata
Acalypha longispicata är en törelväxtart som beskrevs av Johannes Müller Argoviensis. Acalypha longispicata ingår i släktet akalyfor, och familjen törelväxter. Inga underarter finns listade i Catalogue of Life.